# 滝川ソフィア
滝川 ソフィア（たきがわ そふぃあ、1988年10月10日 - ）は、ポルトガル出身のAV女優。グランドプロダクション所属。

## 略歴・人物
1988年10月10日にポルトガルに誕生する。父親がポルトガル人で母親が日本人である。生まれ・育ちもポルトガルで、高校生の時に初来日した。大阪で3年過ごした後に高校卒業後に帰国し、20歳に再び日本へやって来た。趣味は漫画・アニメ。特技はポルトガル語・英語。
初体験は19歳の時に黒人としており、AVデビュー前の体験人数は10人である。2012年9月にアダルトビデオメーカーであるE-BODYの専属女優としてAVデビューした。バスト104センチメートル・Kカップの巨乳AV女優である。2013年2月17日に秋葉原のソフマップで、ティア・赤井美月・奥田咲と共にイベントに出演した。

## 出演

### アダルトDVD
2012年
- 神乳 Kcup E-BODY専属debut（9月13日、E-BODY）※DVD&BD
- 神乳メガマラSEX（10月13日、E-BODY）
- Hなポルトガル語しか教えてくれない神乳Kcup家庭教師（11月13日、E-BODY）
- 神乳×連発猛ピストン（12月13日、E-BODY）

2013年
- 媚薬キメセク -肉棒挿入でオシッコ漏らしまくり（1月13日、E-BODY）
- THE SUPERBODY FIGHTERS -二人の強き女格闘家-（2月13日、E-BODY）
- 爆乳女のマジイキSEX（2月13日、OPPAI）
- 日焼けあと（4月13日、MOODYZ）[6]
- コンプリートボックス12時間50分（7月13日、E-BODY）※個人ベスト
- スチュワーデス脅迫乱交（9月1日、ズッコン/バッコン）
- 宿泊予約サイトのタイムセールで普段は絶対泊まれないような外資系ホテルのスイートルームに格安で宿泊しているのにも関わらず、美人でハーフのメガネ巨乳客室係に、部屋を案内され、贅沢な密室で2人きり、目と目が合った瞬間に、オレ誘われてるなって…（9月20日、チェリーズ）

### イメージDVD
- Sofia Kカップの乳なる神（2012年10月11日、グラッツコーポレーション）※DVD&BD

### WEB
- ズボズボ☆うぬぼれホスト（HOST-TV.COM、2013年5月21日 - 6月25日、ゲスト）[7]